# سفارة بوتسوانا في الولايات المتحدة
سفارة بوتسوانا في الولايات المتحدة هي أرفع تمثيل دبلوماسي لدولة بوتسوانا لدى الولايات المتحدة. تقع السفارة في شمال غربي واشنطن العاصمة وهي تهدف لتعزيز المصالح البوتسوانية في الولايات المتحدة.

## وصلات خارجية
- الموقع الرسمي
- قائمة سفارات بوتسوانا
- قائمة السفارات في الولايات المتحدة